# 勒谢奈-罗康库尔
勒谢奈-罗康库尔（法語：Le Chesnay-Rocquencourt，法語發音：[lə ʃɛnɛ ʁɔkɑ̃kuʁ] ⓘ），法国中北部城市，法兰西岛大区伊夫林省的一个市镇，隶属于凡尔赛区，其市镇面积为7.02平方公里，2022年1月1日时人口数量为31,064人，在法国城市中排名第261位。
勒谢奈-罗康库尔位于伊夫林省东部，省会凡尔赛市区北侧，是一个区域性的中心城市和交通枢纽。

## 地名来源
“Le Chesnay”和“Rocquencourt”两个名称最初分别以拉丁语“Canoilum”和“Rocconis”的形式被记载，前者含义为“橡树”，后者则出自人名“Roccon”。

## 历史

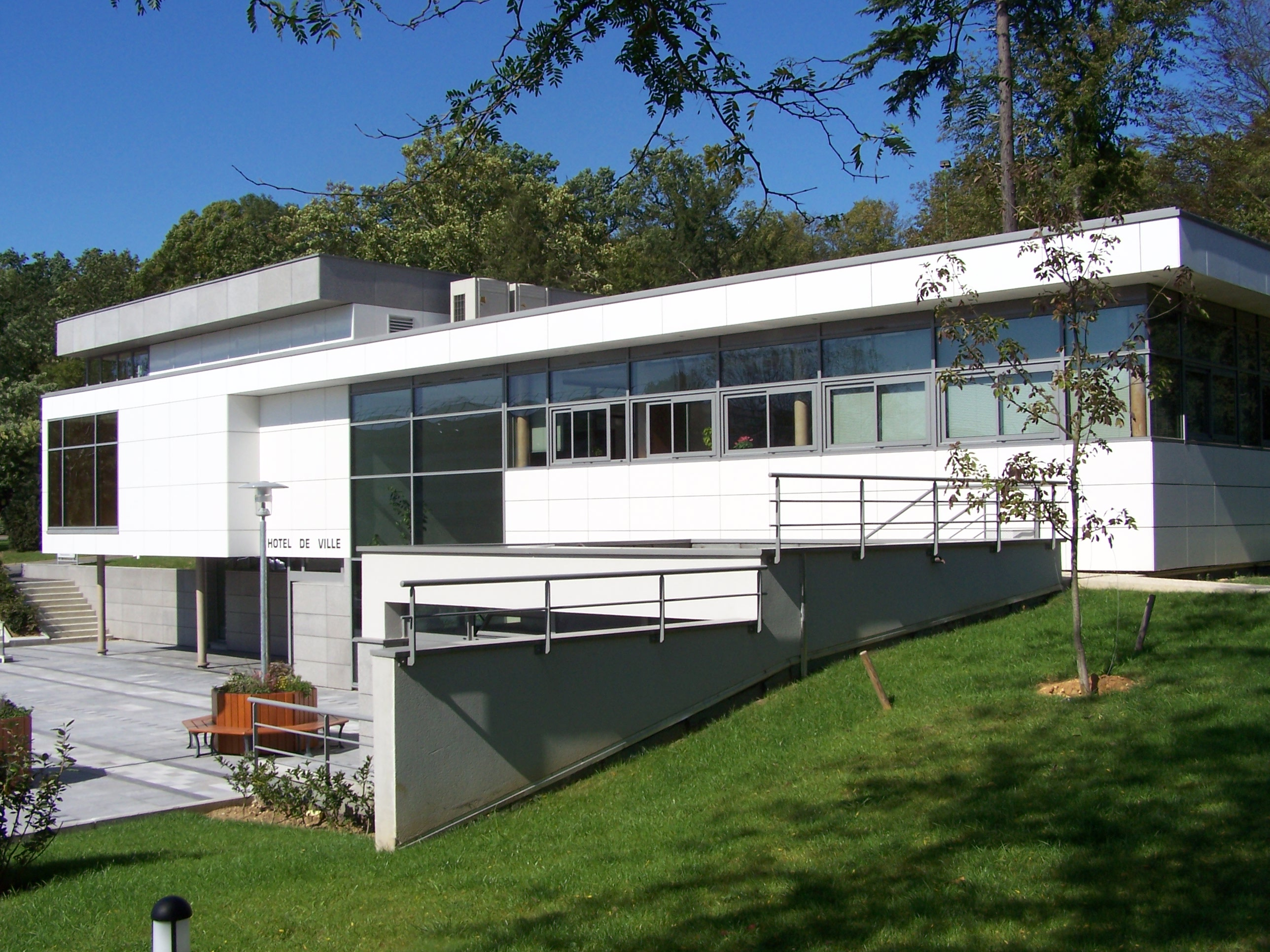
原罗康库尔市政厅

勒谢奈-罗康库尔成立于2019年1月1日，由勒谢奈和罗康库尔两个市镇合并而成，其中勒谢奈为政府驻地。
勒谢奈历史上曾为罗康库尔堂区的一部分。1683年，勒谢奈被路易十四购买用以修建凡尔赛宫。18世纪后，勒谢奈的人口数量超过了罗康库尔。法国大革命后，勒谢奈和罗康库尔分别成为独立市镇，隶属于塞纳-瓦兹省。1815年7月15日，普鲁士军队曾在罗康库尔与法兰西军队展开罗康库尔战役，但最终未能成功。1927年，凡尔赛谢夫勒卢树林公园建成。二战后，勒谢奈和罗康库尔两地均得到城市化发展，当地出现了现代居民区。1968年，塞纳-瓦兹省撤销，勒谢奈和罗康库尔被划入新成立的伊夫林省。

## 地理

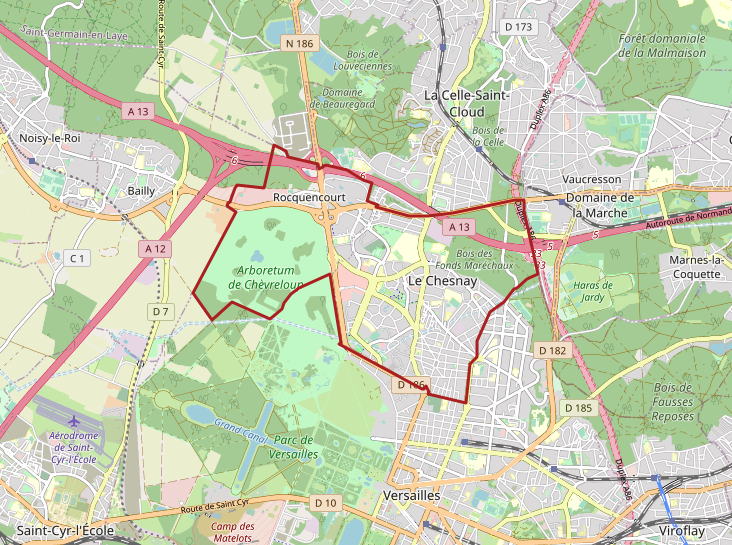
勒谢奈-罗康库尔市镇范围地图

勒谢奈-罗康库尔位于法国中北部，法兰西岛大区中西部和伊夫林省东部，距离省会凡尔赛大约3公里。与勒谢奈-罗康库尔接壤的市镇包括：拉塞勒圣克卢、沃克勒松、凡尔赛、巴伊、卢沃谢讷。

### 地形
勒谢奈-罗康库尔位于巴黎盆地腹地，境内以平原为主，市镇中心地势较为平坦，东西两侧部分区域略有起伏，全境海拔在113到179米之间。

### 水文
勒谢奈-罗康库尔位于塞纳河流域范围内，谢夫勒卢溪（ruisseau de Chèvreloup）发源于凡尔赛谢夫勒卢树林公园内，自东向西流出境内。

### 植被
勒谢奈-罗康库尔属于温带阔叶混交林区，凡尔赛谢夫勒卢树林公园和市府花园（Jardin de la mairie）是当地主要的城市绿地公园。
在鲜花城市的评比中，勒谢奈-罗康库尔被评为3星级鲜花城市。

### 气候
勒谢奈-罗康库尔在柯本气候分类法中属于温带海洋性气候。

## 行政区划
勒谢奈-罗康库尔的市镇编号为78158，邮政编号为78150。
在行政管理方面，勒谢奈-罗康库尔隶属于法国法兰西岛大区伊夫林省凡尔赛区；在地方选举方面，勒谢奈-罗康库尔是勒谢奈-罗康库尔县的中央投票站所在地，其市镇范围全境被划入伊夫林省第三选区；在社会管理方面，勒谢奈-罗康库尔是凡尔赛大公园城市圈公共社区的组成部分。
勒谢奈-罗康库尔境内暂无城市敏感街区及城市政策优先街区。
法国国家统计与经济研究所（简称）在进行数据统计时，将勒谢奈-罗康库尔及相邻的另外428个市镇设为巴黎城市核心区（2020年扩充至431个），并将包括核心区在内的周边共1,794个市镇划为巴黎城市区。自2020年起，巴黎城市区被包含1,949个市镇的巴黎城市辐射区代替。此外，还将勒谢奈-罗康库尔市镇分为了13个“块区”（IRIS），以便于统计人口分布情况。

## 交通

### 公路
多条伊夫林省省道在勒谢奈-罗康库尔境内交汇。
2019年，75.2%的勒谢奈-罗康库尔家庭拥有至少一辆私人汽车。2019年，勒谢奈-罗康库尔境内共发生各类交通事故12起，造成15人受伤，其中5人重伤。
| 6 | 2.2 |

| 凡尔赛 | 3.5 |

| 圣日耳曼昂莱 | 11 |

| 圣克卢 | 9 |

### 铁路
勒谢奈-罗康库尔距离凡尔赛右岸站和拉塞勒圣克卢站均在3公里以内，两站均停靠法兰西岛大区铁路L线。

### 航空
距离勒谢奈-罗康库尔最近的民用航空站为巴黎-奥利机场，距离勒谢奈-罗康库尔市中心的公路里程约28公里。

### 城市公共交通
阿让特伊-塞纳河湾公交路网的多条线路以及法兰西岛夜班车153线经过沙图境内。
| 途经勒谢奈-罗康库尔境内的主要公共交通线路 |                                                         | |
| 类型                                      | 运营商                                                  | 线路 |
| 公共汽车                                  | Phébus 费巴士公交路网                                   | 1：帕尔利二号商业中心 ↔ 帕尔利二号商业中心-迪塔尔特尔 ↔ 勒丹戈特 ↔ 高乃依 ↔ 圣让 ↔ 凡尔赛右岸火车站 ↔ 圣母集市广场 ↔ 欧罗巴 ↔ 凡尔赛城堡左岸火车站 ↔ 凡尔赛尚捷火车站 ↔ 蒙特勒伊火车站 ↔ 凡尔赛大学 2：拉塞勒圣克卢火车站 ↔ 昂格勒井 ↔ 拉米埃特 ↔ 帕尔利二号商业中心 ↔ 安德烈·米尼奥医院 ↔ 让·穆兰职业高级中学 ↔ 勒丹戈特 ↔ 法律广场 ↔ 圣母集市广场 ↔ 欧罗巴 ↔ 凡尔赛城堡左岸火车站 ↔ 凡尔赛尚捷火车站 ↔ 拉马丁 ↔ 凡尔赛-波尔什枫丹-路易十四 3：安德烈·米尼奥医院-接待处 ↔ 安德烈·米尼奥医院 ↔ 马丁·路德金 ↔ 圣让 ↔ 凡尔赛右岸火车站 ↔ 圣母集市广场 ↔ 欧罗巴 ↔ 凡尔赛城堡左岸火车站 ↔ 桥路 ↔ 萨托里 5：城关中心 ↔ 莱米埃特 ↔ 帕尔利二号商业中心 ↔ 帕尔利二号商业中心-迪塔尔特尔 ↔ 体育街 ↔ 圣让 ↔ 凡尔赛右岸火车站 ↔ 蒙特勒伊火车站 ↔ 瑞修球场 ↔ 贝尔纳·德瑞修 7：帕尔利二号商业中心 ↔ 帕尔利二号商业中心-迪塔尔特尔 ↔ 大场面 ↔ 勒丹戈特 ↔ 安德烈·米尼奥医院 ↔ 马丁·路德金 ↔ 和平广场 ↔ 克拉尼公园 ↔ 蒙特勒伊火车站 ↔ 贝尔纳·德瑞修 ↔ 维罗夫莱左岸火车站 8：帕尔利二号商业中心 ↔ 安德烈·米尼奥医院 ↔ 让·穆兰职业高级中学 ↔ 高乃依 ↔ 潘兴 ↔ 凡尔赛大学 ↔ 蒙特勒伊火车站 ↔ 波尔什枫丹火车站 ↔ 大橡树 9：帕尔利二号商业中心 ↔ 安德烈·米尼奥医院 ↔ 马丁·路德金 ↔ 水井公路 ↔ 沃克勒松火车站 ↔ 加尔什火车站 |
| 公共汽车                                  | Écquevilly 埃克维伊巴士集团                             | 17：凡尔赛右岸火车站 ↔ 高乃依 ↔ 让·穆兰职业高级中学 ↔ 安德烈·米尼奥医院 ↔ 帕尔利二号商业中心-迪塔尔特尔 ↔ 帕尔利二号商业中心 ↔ 城关中心 ↔ 巴伊市政府 ↔ 努瓦西勒鲁瓦火车站 ↔ 居泰尔-勒科克 76：沃克勒松火车站 ↔ 水井公路 ↔ 安德烈·米尼奥医院 ↔ 帕尔利二号商业中心 ↔ 城关中心 ↔ 巴伊市政府 ↔ 努瓦西勒鲁瓦火车站 ↔ 公墓 |
| 公共汽车                                  | STAVO 西部凡尔赛汽运集团                                | 51：安德烈·米尼奥医院 ↔ 帕尔利二号商业中心 ↔ 桑托斯·迪蒙 ↔ 圣马丁枫丹 ↔ 丰特奈勒弗勒里市政厅 ↔ 蒂尔波 ↔ 伊夫林地区圣康坦火车站 |
| 公共汽车                                  | Argenteuil - Boucles de Seine 阿让特伊-塞纳河湾公交路网 | D：快铁沙图-克鲁瓦西站 ↔ 凡尔登 ↔ 磨坊 ↔ 欧日耶 ↔ 布日瓦勒桥 ↔ 德里约讷广场 ↔ 布日瓦勒火车站 ↔ 大土地 ↔ 大平台 ↔ 安德烈·米尼奥医院 ↔ 帕尔利二号商业中心-迪塔尔特尔 |
| 1.                                        |                                                         | |

## 政治

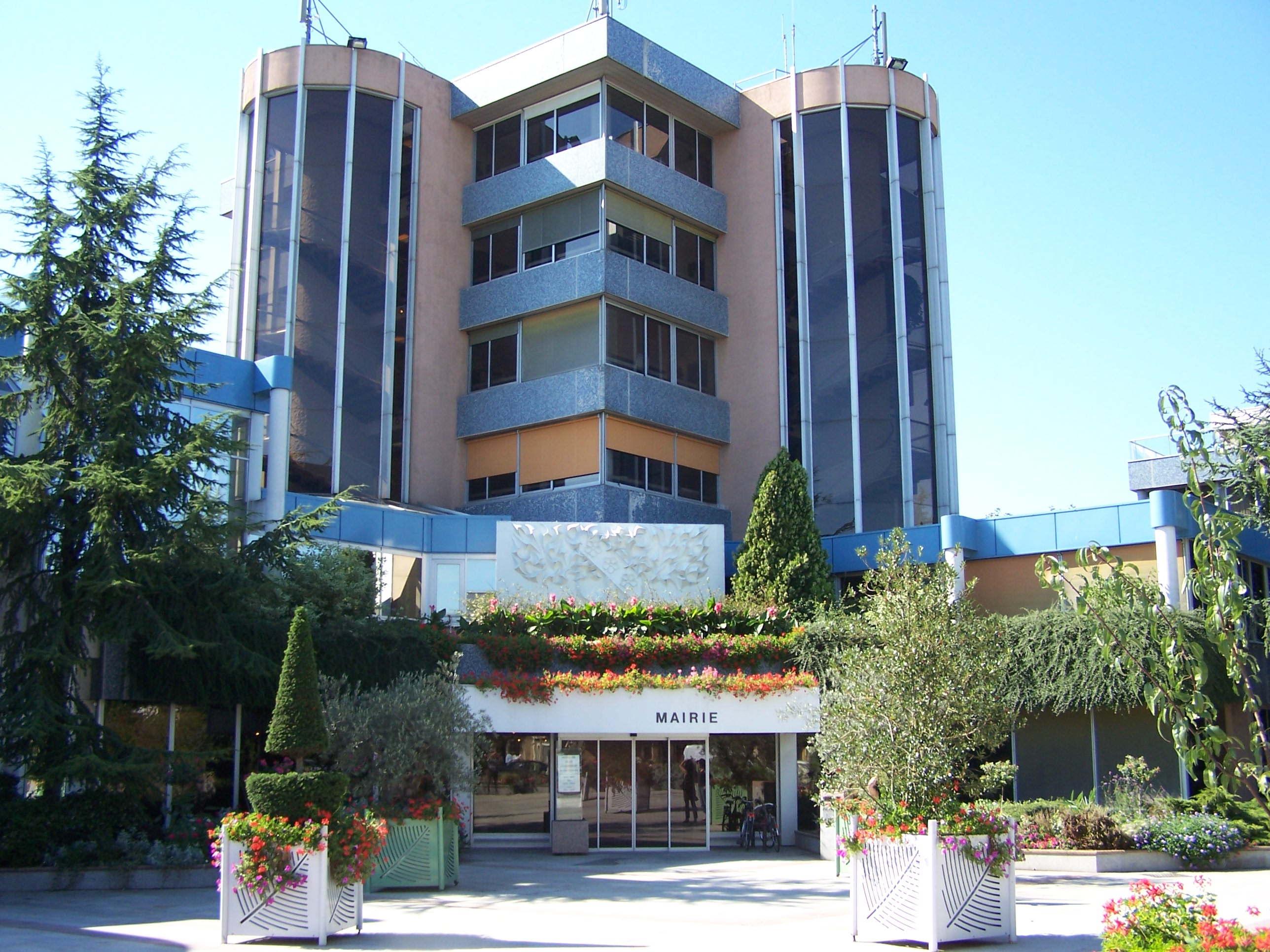
勒谢奈-罗康库尔市政厅

勒谢奈-罗康库尔的现任市长为里夏尔·德勒皮埃尔先生（Richard DELEPIERRE），他是一名中间派，在2020年的市政选举中获得了50.44%的支持率。
在2022年的法国总统大选中，法国第25任总统埃马纽埃尔·马克龙在勒谢奈-罗康库尔获得了71.92%的支持率。

## 人口
2019年，勒谢奈-罗康库尔市镇人口数量为31,233，在法国排名第261位。其中男性14,471人，女性16,762人，75岁及以上人口占10.8%，外籍人口数量为2,090人，人口密度为7,366人/平方公里，当地居民被称为（男性）或（女性）。2020年，勒谢奈-罗康库尔境内出生301人，死亡人口342人。
| 勒谢奈-罗康库尔1901年－2019年人口变化情况                                                   |
|                                                                                             |
| * 2018年及以前的人口数据为勒谢奈和罗康库尔两个市镇的人口数量总和 - 数据来源：Cassini、INSEE |

## 经济
勒谢奈-罗康库尔是凡尔赛的一个卫星城，也是大巴黎都会区的组成部分。截止2022年11月，勒谢奈-罗康库尔市镇范围内共有各类用人单位（包含自雇）4,756家，平均历史为14年，其中99.45%为中小型企业（PME），2022年9月至11月间，当地的经济活力指数为0.99%。（医疗）、（体育器材销售）及（零售）是当地2021年营业额最高的三个企业，分别为48,338,255欧元、44,198,975欧元和38,566,270欧元。

## 财政与居民收入
2020年，勒谢奈-罗康库尔的财政收入总额为36,533,500欧元，财政支出总额为34,670,600欧元，当年的债务总额为20,817,100欧元。2021年，勒谢奈-罗康库尔市镇共获得2,319,092欧元的国家财政补助，比上一年增加了0.9%。
2020年，勒谢奈-罗康库尔的人均月收入总额为4,192欧元，其中高级职员为5,912欧元，高于法国平均水平（4,230欧元）；中级职员为2,738欧元，高于法国平均水平（2,411欧元）；普通职员为2,016欧元，亦高于法国平均水平（1,740欧元）。
2019年，勒谢奈-罗康库尔境内的青壮年（15至64岁）失业率为8.6%，当地746的家庭拥有纳税资格，平均纳税9,311欧元，高于法国平均水平（3,910欧元）。

## 社会事务

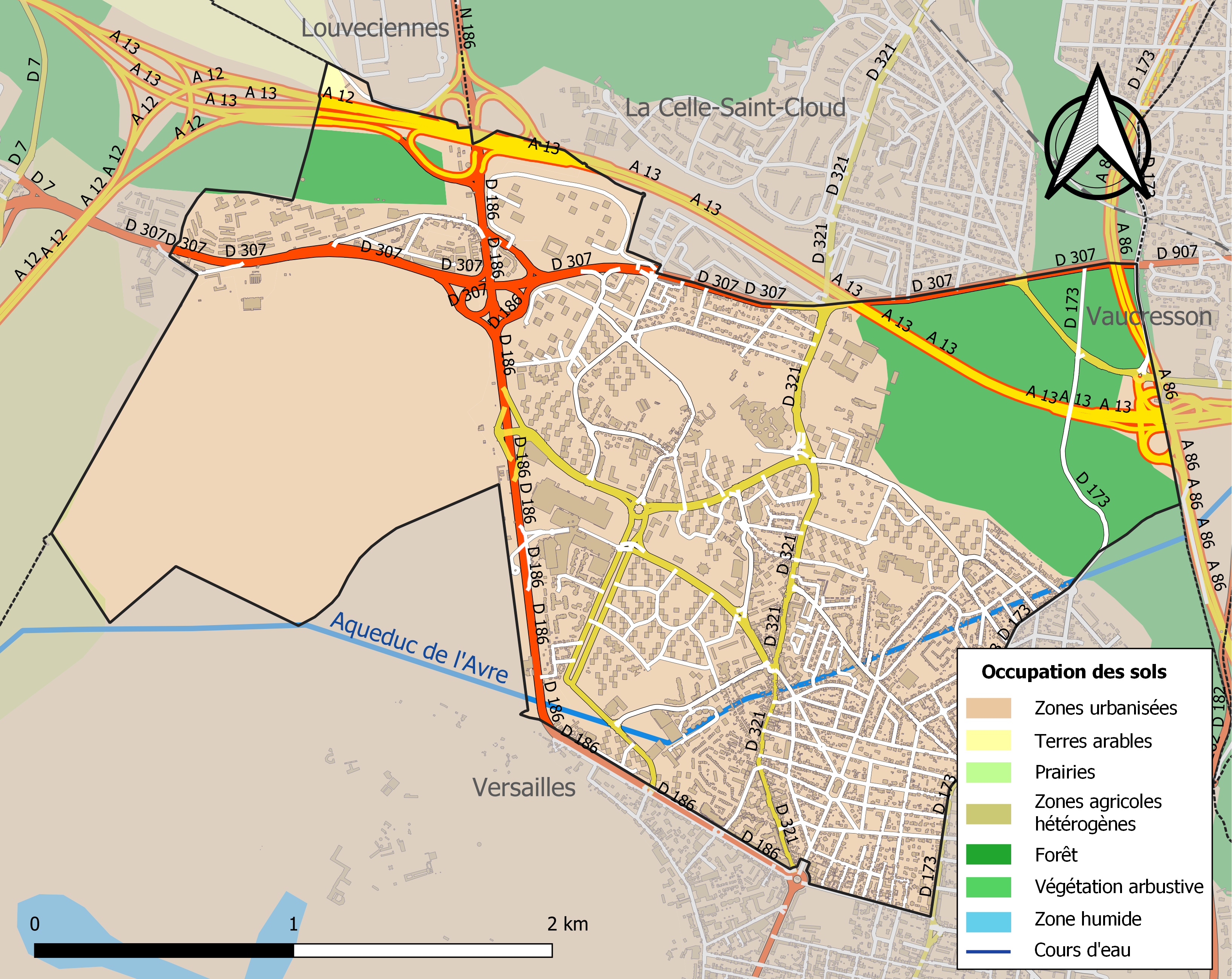
勒谢奈-罗康库尔土地利用情况地图

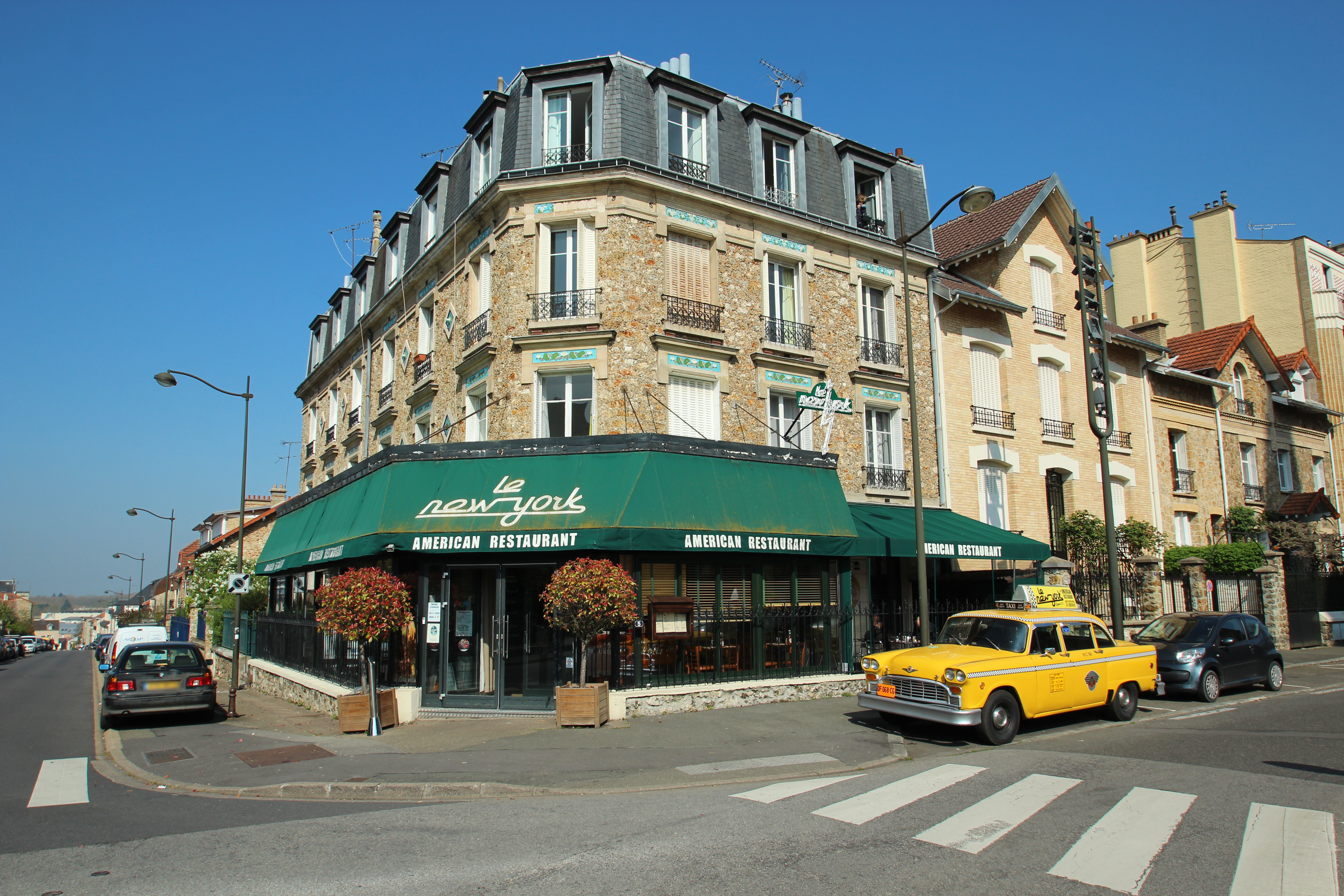
勒谢奈-罗康库尔街头的一家餐厅

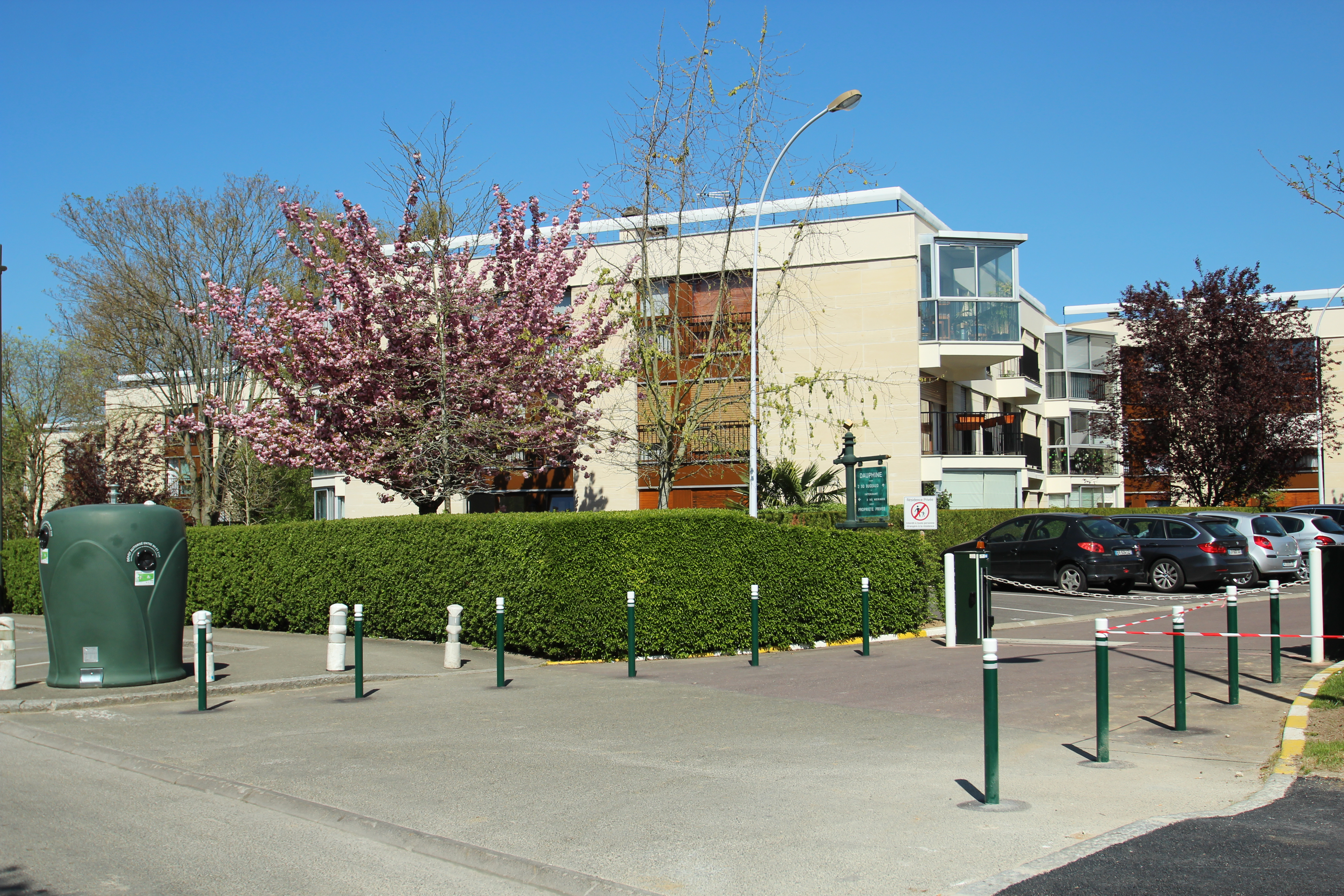
一处居民区

### 教育
勒谢奈-罗康库尔属于凡尔赛学区。截止2021年1月1日，勒谢奈-罗康库尔境内共有6所幼儿园、6所小学、2所初级中学、2所普通高中和1所职业高中。2018至2019学年度，勒谢奈-罗康库尔境内共有在校中等教育阶段学生3,159名。

### 医疗
截止2021年1月1日，勒谢奈-罗康库尔境内共有全科医生32名、保健师50名、牙医17名、护士21名、耳科医生3名、眼科医生3名、皮肤科医生4名、助产士5名、儿科医生5名和妇科医生11名。境内共有药房11家、养老院2家、残疾人帮扶中心1家。
距离勒谢奈-罗康库尔最近的区域性医疗机构为凡尔赛中心医院（Centre Hospitalier du Chesnay-Rocquencourt），其主病区安德烈·米尼奥医院（Hôpital André Mignot）位于勒谢奈-罗康库尔市区，设有床位659个，是当地规模最大的公立综合性医院。
帕尔利二号私立医院（Hôpital privé de Parly 2）建成于1971年，是一家位于勒谢奈-罗康库尔的私立医疗机构。

### 住房
2019年，勒谢奈-罗康库尔境内共有各类住房16,348套，其中13.6%为独立式居民区，85.1%为集中式居民区。常住房屋占勒谢奈-罗康库尔市镇范围内居民建筑总量的90.4%。
在住房保障政策方面，2021年，勒谢奈-罗康库尔境内共有1,270户家庭获得了住房经济补助，受益人数占总人口数量的4.1%，其中1,260份为房租补助。

### 商业
2021年，勒谢奈-罗康库尔境内共有各类实体商铺522家，其中餐厅62家、大型超市5家、杂货店5家、面包房12家、肉铺3家、书店3家、装饰品店1家、银行门店12家、美容美发店32家、汽车维修店13家。市区西部建有大型开放式商业街区。

### 体育
2021年，勒谢奈-罗康库尔境内共有1家游泳池、5间体育馆、1座综合体育场、16处网球场、1处马术场、4处足球或橄榄球场以及3处篮球或排球场。
截至2022年11月，勒谢奈足球俱乐部（Football Club Le Chesnay 78，编号522563）是勒谢奈-罗康库尔境内唯一的一家注册足球俱乐部，其主队2022至2023赛季参加伊夫林省足球联赛甲组（法国第九级别），其主场为米绍球场（Stade Michaux）。

### 环境
勒谢奈-罗康库尔的环境事务由其所属的凡尔赛大公园城市圈公共社区联合各级政府协调负责。2021年，勒谢奈-罗康库尔境内暂无污染企业。

### 治安
2021年，勒谢奈-罗康库尔市镇范围内有1处派出所。
勒谢奈-罗康库尔及其附近的共9个市镇是凡尔赛国家宪兵队（zone police de Versailles）的管辖范围。2020年，该宪兵队累计记录各类案件9,322起，其中盗窃类案件5,145起，经济类案件1,548起，毒品交易类案件423起。

## 文化
2021年，勒谢奈-罗康库尔境内共有1家电影院。勒谢奈-罗康库尔市政府提供多媒体中心，每周二至六向公众开放。

### 建筑
勒谢奈-罗康库尔境内有多处历史建筑，其中圣安托万教堂和法国巴黎圣殿是当地的地标性建筑物。

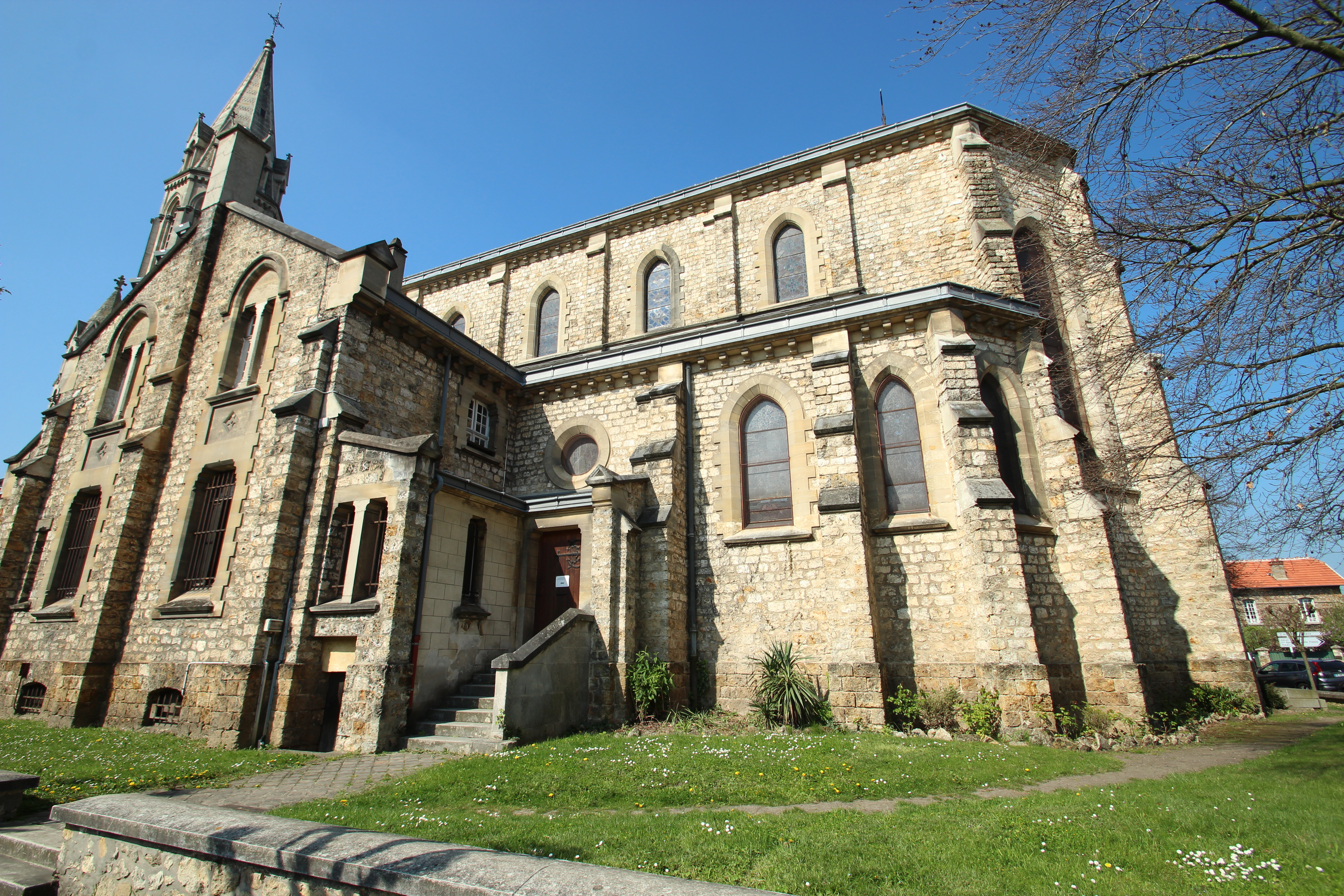
圣安托万教堂（法语：Église Saint-Antoine-de-Padoue du Chesnay）
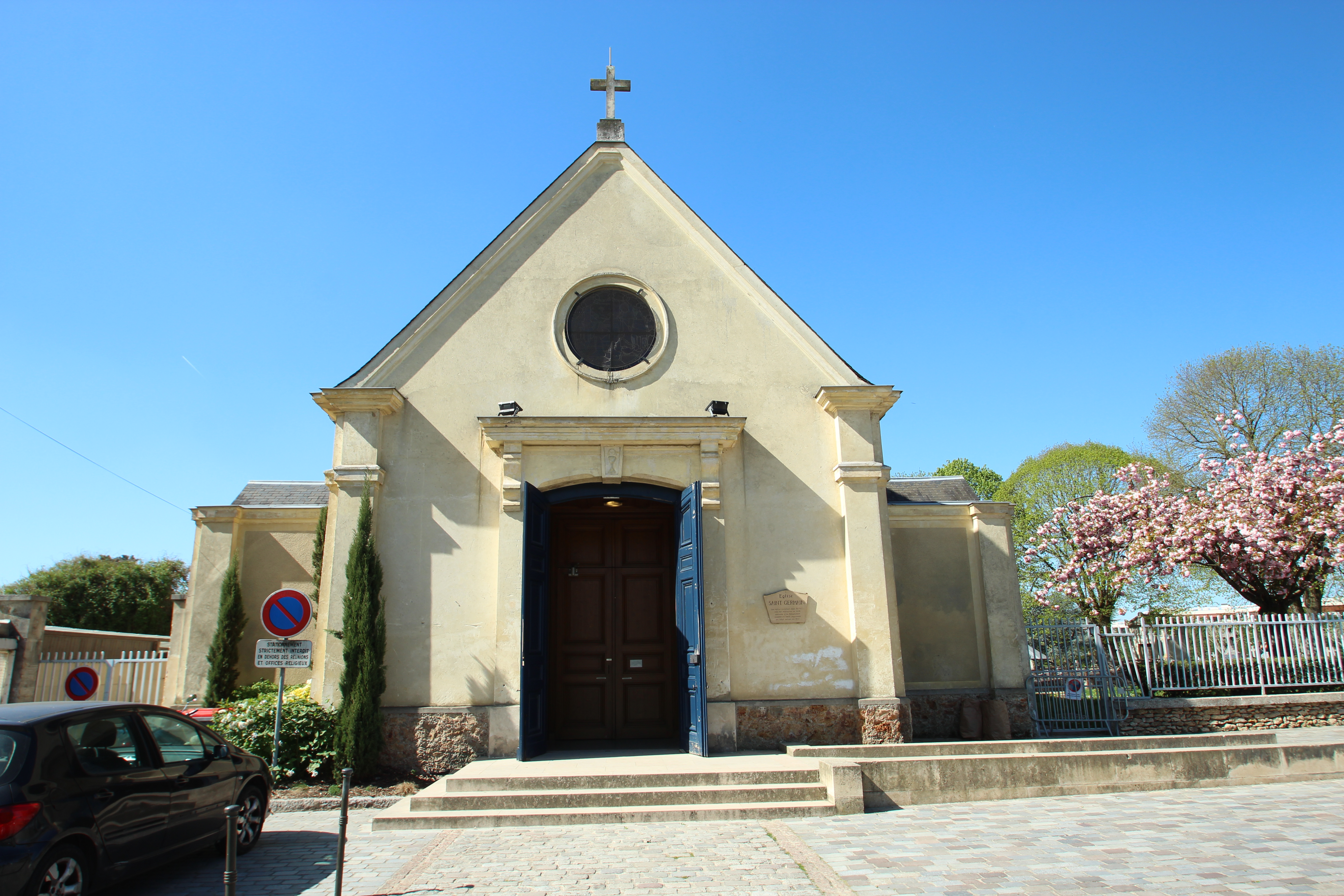
圣日耳曼教堂（法语：Église Saint-Germain du Chesnay）
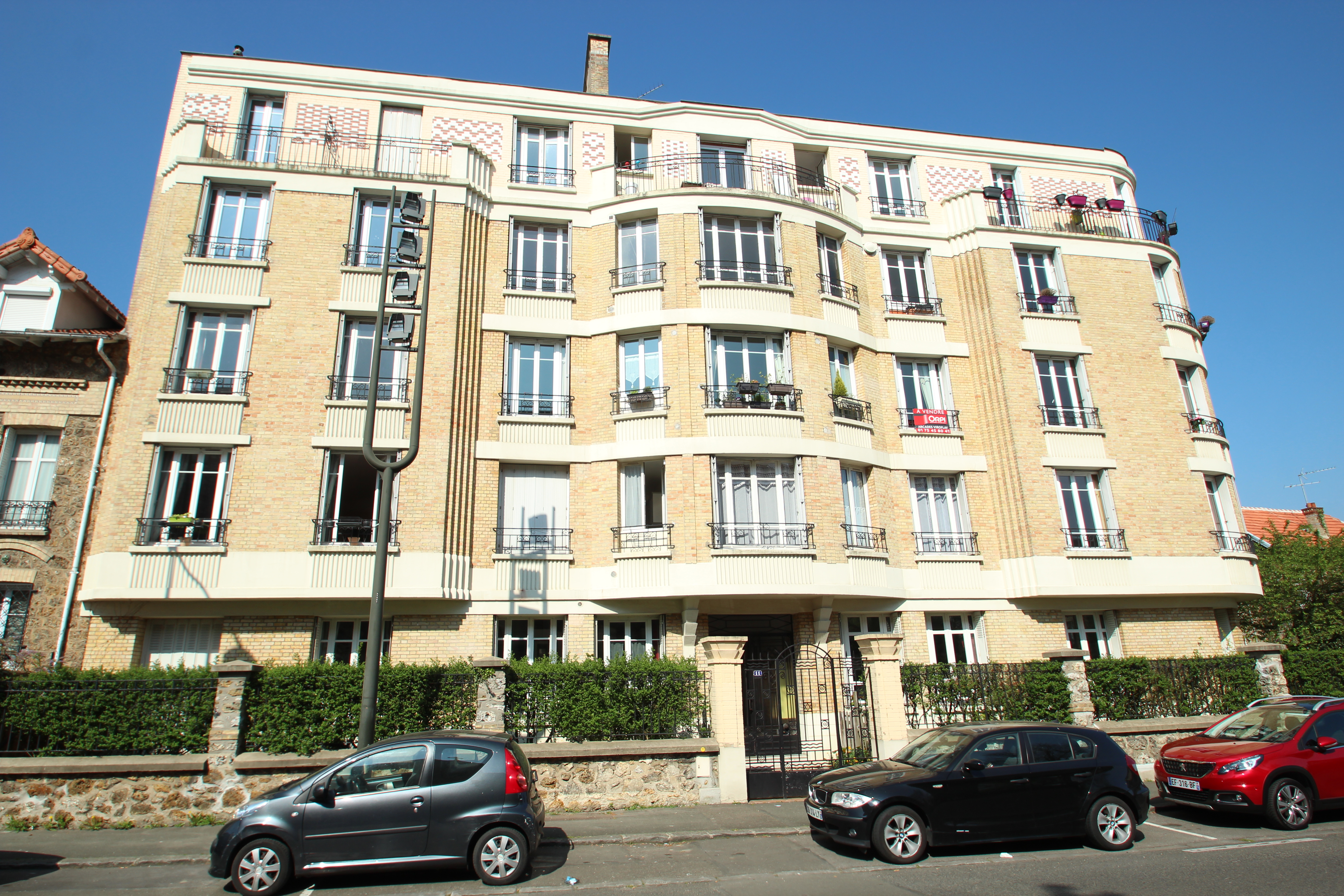
传统居民公寓楼
法国巴黎圣殿
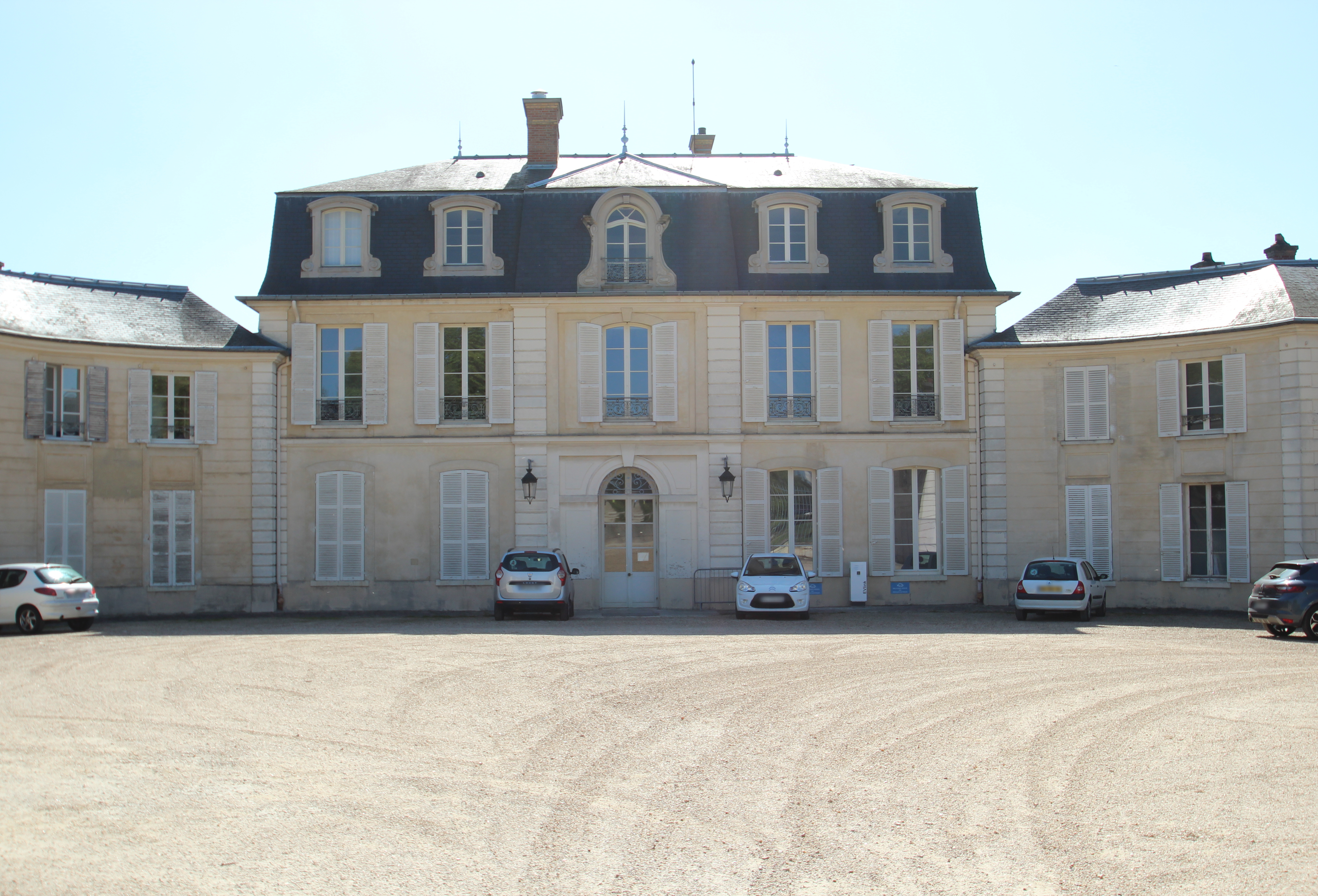
勒谢奈城堡
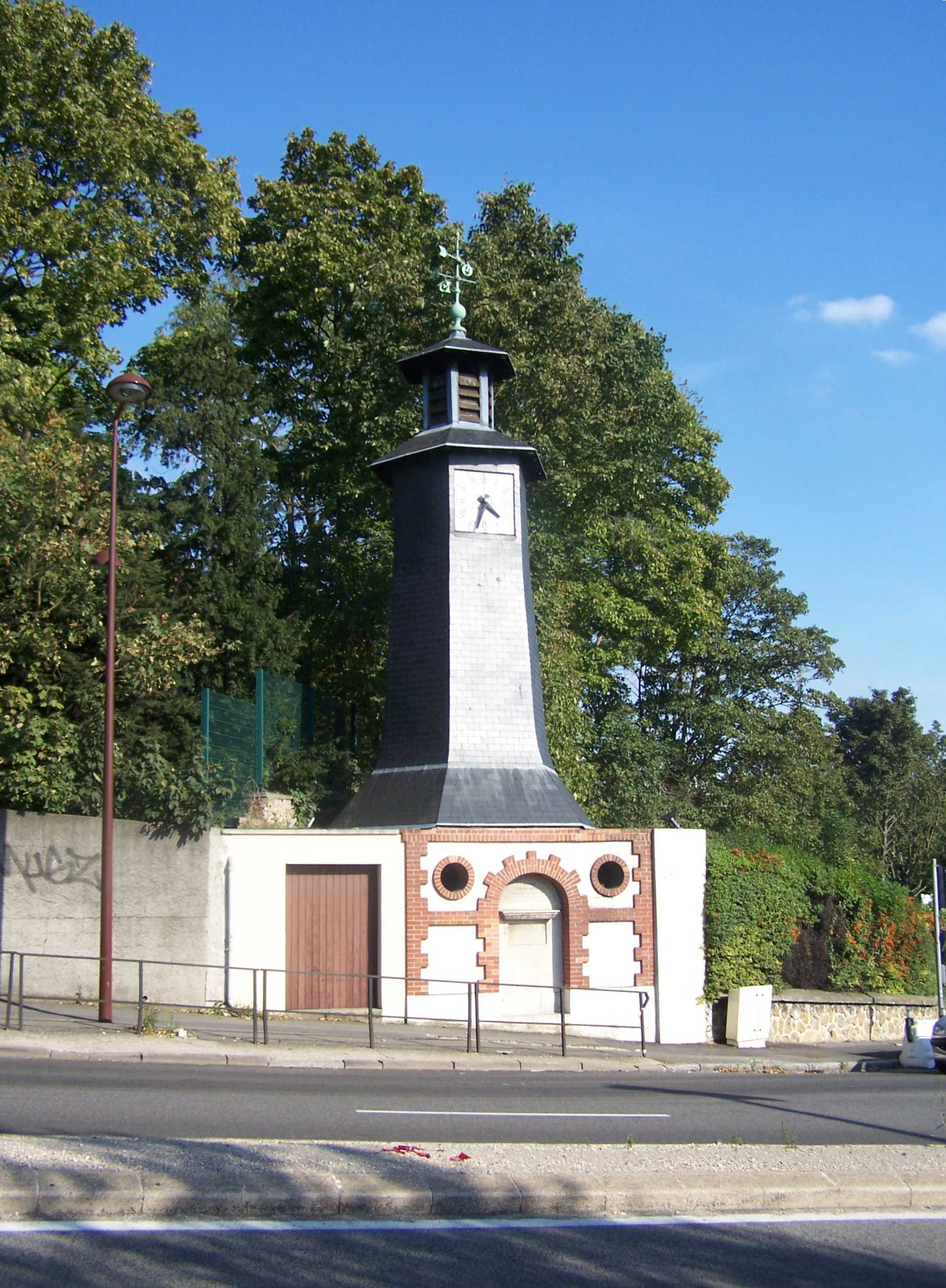
罗康库尔钟楼塔

### 旅游
勒谢奈-罗康库尔的旅游事务由其所属的凡尔赛大公园城市圈公共社区负责。2022年，勒谢奈-罗康库尔境内共有3家酒店共计267间房间。

### 媒体
法国主要的媒体均可在勒谢奈-罗康库尔接收，法国电视三台下属的法兰西岛大区频道在部分时段播出勒谢奈-罗康库尔所属的伊夫林省的地方新闻。蓝色法兰西巴黎广播、巴黎营地广播、BFM电视台巴黎频道、《巴黎人报》等是当地主要的地方性媒体。

## 相关人物
法国橄榄球运动员托马·隆巴尔、篮球运动员维克多·文班亚马、马术运动员凯万·斯托、足球运动员尼古拉·阿内尔卡和尤素夫·沙巴利出生于勒谢奈。
法国政治家米歇尔-弗朗索瓦·达伊出生于罗康库尔。

## 友好城市
截至2022年11月，勒谢奈-罗康库尔共与两座城市互为友好城市关系：
- 德国 黑彭海姆（1975年与勒谢奈签订友好城市协议）
- 德国 舍奈希（2000年与罗康库尔签订友好城市协议）